# Яруллин, Хамид Гатауллинович
Яруллин Хамит Гатауллинович (25 февраля 1935 года, с. Ахуново Малоязовского района Башкирской АССР — 5 июня 2015 года, Уфа) — театральный актёр, народный артист Башкирской АССР (1977). Заслуженный артист РСФСР (1985).

## Биография
Родился в с. Ахуново Салаватского района Башкирской АССР.
В 1954—1959 годах учился в ГИТИСе им. А. В. Луначарского (курс Б. В. Бибикова и О. И. Пыжовой).

### Место работы
- 1959—1987 гг., с 1998 года — актёр Башкирского академического театра драмы им. М. Гафури.
- Одновременно в 1961—1980 годах преподавал в Уфимском училище искусств, а с 1970 по 1971 гг. — в Уфимском государственном институте искусств. Снимался в фильмах «Всадник на золотом коне» (1980), «Радуга над деревней» (2001).
- 1987—1992 гг. — режиссёр государственной телерадиокомпании «Башкортостан» (поставил спектакли по произведениям М. Акмуллы, К. Тинчурина, Ч. Айтматова).
- 1992—1998 гг. — актёр Башкирского драматического театра в Стерлитамаке.

Яруллин Хамид Гатауллинович — член Союза театральных деятелей с 1961 года.
В 2012 году при историко-краеведческом музее Ахуновской средней школы был открыт музейный уголок, посвящённый артисту.
Умер 5 июня 2015 года в Уфе. Похороны состоялись в его родной деревне Ахуново.

## Роли в спектаклях
Гнат и Сват («Бесталанная» И. Карпенко-Карого), Фердинанд («Коварство и любовь» Ф. Шиллера), Закир («Черноликие» М. Гафури), Тибальд («Ромео и Джульетта» У. Шекспира), Джильберт («Мария Тюдор» В. Гюго), Каратель («Салават. Семь сновидений сквозь явь» М. Карима), Сергей Чекмарев («Солнце, не забудь меня!» А. Абдуллина), Львов («Иванов» А. П. Чехова), Яков («Последние» А. М. Горького), Бабаев («Грех да беда на кого не живёт» А. Н. Островского), Муж («Их четверо» Г. Запольской), Марат («Он вернулся»), Поэт («Шункар», обе — А. Атнабаева), Айбулат («Зайтунгуль»), Абубакер («Красный паша», обе — Н. Асанбаева), Ленин («Третья патетическая» Н. Погодина), Маркиз («Седые волосы моей матери» Мирзагитова), Галимьян в «Башмачках» Ибрагимова, Расих в «Забытой клятве» Абдуллина, Тимак в «Зимагорах» Мифтахова, Хасан в спектакле «Журавли прилетают» Юмагулова; «Похищение девушки» (Ильяс), «Страна Айгуль» (Ильдар), «Не бросай огонь, Прометей!» (Адамшах) — все М.Карима; Банко в «Макбете» Шекспира, Муров в «Без вины виноватых» Островского, король Эдвард в «Ричарде III» Шекспира, Муса в «Башкире из Парижа» Рафикова, Коршуна в пьесе Абдуллина «Эх, уфимские девчата!», Кутлубай («Любви все возрасты покорны» по пьесе Гаитбаева), Джерри в пьесе Вуди Аллена «Доброе утро, Энид!».

## Фильмография
- 1980 — Всадник на золотом коне — старец
- 2001 — Радуга над деревней

## Звания
- Заслуженный артист РСФСР (1985)
- Народный артист Башкирской АССР (1977)
- Заслуженный артист Башкирской АССР (1972)